# برنی (میزوری)
برنی (به انگلیسی: Bernie) یک شهر در ایالات متحده آمریکا است که در شهرستان استادار، میزوری واقع شده‌است. برنی ۳٫۳۹ کیلومتر مربع مساحت و ۱٬۹۵۸ نفر جمعیت دارد و ۹۲ متر بالاتر از سطح دریا قرار دارد.